# Лимар Наталія Олексіївна
Лимар Наталія Олексіївна (5 червня 1958, Добропілля) — український політик. 
Проживає у м. Ромни Сумської області. Освіта: Київ. ун-т ім. Т.Шевченка (1992), «Журналістика».
04.2002 канд. в нар. деп. України від блоку Н. Вітренко, N 6 в списку. На час виборів: нар. деп. України, член ПСПУ.
Народний депутат України 3 склик. 03.1998-04.2002 від ПСПУ, N 12 в списку. На час виборів: тимчасово не працювала (Сум. обл., м. Ромни). Уповноваж. пред. фракції ПСПУ (05.1998-02.2000). Чл. Ком-ту з питань свободи слова та інформації (з 07.1998).
- 1977—1981 — старший бібліотекар Зіньківської центральної районної бібліотеки Полтавської області. Старший бібліотекар Роменської центральної районної бібліотеки Сумської області.
- 1981—1997 — коректор, кореспондент, завідувач відділу радіо-інформації, газета «Комуністичним шляхом», місто Ромни.

З березня 1998 по квітень 2002 — Народний депутат України 3-го скликання, обрана від партії ПСП. Входала до складу комісії з питань прав людини та національних меншин.